# Kruipwilg
Kruipwilg (Salix repens, synoniemen: Salix rosmarinifolia en Salix arenaria) is een soort uit de wilgenfamilie (Salicaceae).

## Determinatie
De struik wordt 0,15–1 m hoog en is zeer variabel van vorm. De 0,5–4,5 cm lange bladeren zijn vlak of hebben een iets omgerolde rand. De bladtop is afgerond of stomp. De bladeren kunnen kaal tot dicht zilverig glanzend behaard zijn. Kruipwilg bloeit in april en mei met katjes. De mannelijke struiken met kleine, gele katjes, de vrouwelijke struiken met zilverachtige, daarna groene katjes. Het vruchtbeginsel is kaal tot behaard.

## Verspreiding
De struik komt voor op natte tot droge zandgrond, in duinen en moerassen en schraallanden. Vanwege zijn uitgestrekte wortelstelsel wordt de struik ook aangeplant in zandverstuivingen. De kruipwilg draagt veel bij tot het vastleggen van duinzand. Wanneer de stengels onder zand bedolven worden, vormen zij scheuten die weldra boven het zand tevoorschijn komen en vrij spoedig het nieuwe duin bedekken. Worden integendeel de wortels door de wind ontbloot, dan worden hier bijkomende knoppen gevormd die het vernielde struikgewas hernieuwen.